# Pompu
Pompu (en sard, Pompu) és un municipi italià, dins de la província d'Oristany. L'any 2007 tenia 294 habitants. Es troba a la regió de Marmilla. Limita amb els municipis de Curcuris, Masullas, Morgongiori, Simala i Siris.

## Administració
| Període | Identitat   | Partit        |
| ------- | ----------- | ------------- |
| 2005-   | Marco Atzei | Llista cívica |